# 5월 9일
5월 9일은 그레고리력으로 129번째(윤년일 경우 130번째) 날에 해당한다.

## 사건
- 1429년 - 백년 전쟁: 프랑스 잔다르크가 오를레앙을 공격하던 잉글랜드군을 물리치다.
- 1846년 - 멕시코-미국 전쟁: 레사카 데 라 팔마 전투가 일어나다.
- 1871년 - 조선, 흥선대원군의 서원철폐령(음력 3월 20일), 47개 모범 서원(書院) 제외한 전국의 서원 철폐.
- 1926년 - 리처드 에벌린 버드가 비행기를 이용해서 처음으로 북극점 상공에 도달하다.
- 1945년 - 소비에트 연방이 정식으로 나치 독일의 항복을 받아내다.
- 1946년 - 비토리오 에마누엘레 3세, 이탈리아 왕국 국왕 퇴위.
- 1949년 - 모나코의 루이 2세가 사망하면서 손자 레니에 3세가 즉위하다.
- 1950년 - 프랑스의 로베르 쉬망이 유럽 석탄 철강 공동체 계획을 발표하다.
- 1951년 - 대한민국의 이시영이 부통령직에서 물러났다.
- 1955년 - 서독, 북대서양조약기구(NATO) 가입함으로써 서독은 재무장 시작했다.
- 1990년 - 대한민국, 민주자유당이 제1차 전당대회 및 창당식을 열고 창당했다.
- 2009년 - 남아프리카 공화국, 칼레마 모틀란테가 대통령 직에서 물러났다.
- 2012년 - 러시아의 수호이 슈퍼제트 100(Sukhoi Superjet 100) 최신형 첫 중단거리 여객기가 시험비행 중 인도네시아 살락산에 충돌, 승무원포함 전원이 사망하다.
- 2017년 - 대한민국, 전임 대통령 탄핵으로 임시 공휴일로 지정되었고, 제19대 대통령 선거가 조기선거로 실시되었다.
- 2018년 - 말레이시아의 근대화를 이끌었던 마하티르 빈 모하맛 전 총리(92)가 이끈 야권연합이 치러진 총선에서 역사적인 승리를 했다. 마하티르가 이끈 희망연대(PH)가 여당연합인 국민 전선(BN)을 누르고 승리하면서 60년 동안 지속된 BN의 통치는 막을 내린다.
- 2022년 - 필리핀 2022년 필리핀 대통령 선거가 치러졌다.

## 문화
- 1964년 - 동양방송 라디오(개국 당시는 AM 1380KHz, 훗날 AM 639KHz로 변경)가 개국되었다.
- 2003년 - 우주 과학 연구소가 공학 실험 탐사기인 "하야부사"(MUSES-C)를 발사하였다.
- 2009년 - 프로야구에서 양준혁이 역대 최다 홈런인 341호 홈런을 세웠다.
- 2021년 - 한국프로농구 KBL 챔피언 결정전 4차전에서 안양 KGC인삼공사가 전주 KCC 이지스를 84대 74로 꺾고 시리즈 전적 4승으로 2017년 이후 4년 만에 통산 3번째 우승을 달성하였다.
- 2024년 - 네이버의 치지직이 정식 출시되었다.

## 탄생
- 1147년 - 일본의 가마쿠라 막부 개창자 미나모토노 요리토모. (~1199년)
- 1746년 - 프랑스의 수학자 가스파르 몽주. (~1818년)
- 1888년 - 이탈리아의 공군 전투기 조종사 프란세스코 바라카. (~1918년)
- 1892년 - 오스트리아-헝가리의 황후 치타 디 파르마 공녀. (~1989년)
- 1903년 - 일제강점기 공군과 대한민국의 군인 겸 정치가 장덕창. (~1972년)
- 1907년 - 나치의 전범 발두어 폰 시라흐. (~1974년)
- 1920년 - 일본의 배우 모리 미츠코. (~2012년)
- 1921년 - 독일의 혁명가 조피 숄. (~1943년)
- 1925년 - 대한민국의 영화배우 허장강. (~1975년)
- 1927년 - 독일의 생물리학자 만프레트 아이겐. (~2019년)
- 1929년 - 조선민주주의인민공화국의 동양화가 김기만. (~2004년)
- 1934년 - 대한민국의 정치인 이홍구.
- 1936년 - 미국의 배우 글렌다 잭슨. (~2023년)
- 1939년 - 미국의 육상 선수 랠프 해럴드 보스턴. (~2023년)
- 1940년 - 대한민국의 배우 사미자.
- 1942년 - 미국의 가수 토미 로.
- 1946년 - 미국의 배우 캔디스 버건.
- 1947년 - 일본의 외교관 아마노 유키야. (~2019년)
- 1949년 - 미국의 싱어송라이터, 피아니스트 빌리 조엘.
- 1955년 - 스웨덴의 메조소프라노 가수 안네 소피 폰 오터.
- 1956년 - 미국의 배우 웬디 크루슨.
- 1958년
  - 대한민국의 배우 김혜옥.
  - 대한민국의 배우 겸 정치인 여균동.
- 1959년 - 일본의 정치인 가타야마 사쓰키.
- 1960년
  - 대한민국의 정치인 민영삼.
  - 미국의 야구 선수 토니 그윈. (~2014년)
- 1962년
  - 대한민국의 희극인 겸 방송인 김혜영.
  - 대한민국의 기자, 정치인 고주룡.
  - 대한민국의 신학자 유종필.
- 1963년
  - 대한민국의 정치인 최병상.
  - 영국의 배우 게리 대니얼스.
- 1964년
  - 대한민국의 포크 록 싱어송라이터 한동준.
  - 대한민국의 배우 겸 가수 박길라. (~1986년)
- 1965년 - 대한민국의 정치학자 김민전.
- 1966년 - 대한민국의 전 광역의원 이상열.
- 1967년
  - 대한민국의 아나운서 박상도.
  - 대한민국의 배우 이달형.
- 1968년 - 미국의 철학자 그레이엄 하먼.
- 1969년 - 미국의 영화감독 조 카나한.
- 1970년
  - 대한민국의 연출가 서혜진.
  - 대한민국의 배드민턴 선수 이영숙.
- 1971년 - 일본의 철학자, 비평가, 소설가 아즈마 히로키.
- 1972년
  - 대한민국의 배우 추상미.
  - 일본의 만화가 와카키 타미키.
  - 미국의 포르노 배우, 방송인 리사 앤.
  - 헝가리의 정치인, 마케터, 경제학자, 전기 기술자, 역사가 페테르 마르키저이.
- 1974년 - 대한민국의 가수 김성욱.
- 1975년 - 일본의 전 축구 선수 요코야마 히로토시.
- 1976년 - 대한민국의 배우 유지연.
- 1977년
  - 대한민국의 배우 최정윤.
  - 일본의 성우 야마모토 카네히라.
  - 대한민국의 기자 양영은.
  - 일본의 싱어송라이터 안도 유코.
  - 대한민국의 배우 장가현.
- 1978년 - 대한민국의 방송인 송이진.
- 1979년
  - 대한민국의 배우 배민희.
  - 미국의 배우 로사리오 도슨.
  - 대한민국의 배우 조재완.
- 1980년 - 대한민국의 배우 조현재.
- 1981년
  - 대한민국의 배우 김지훈.
  - 대한민국의 배우 김민경. (~2010년)
  - 대한민국의 희극인 예재형.
  - 대한민국의 음악가, 피아노연주가 문용. (레이지본)
  - 도네츠크 인민공화국의 정치인 데니스 푸실린.
  - 일본의 가수 요코야마 유 (칸쟈니∞).
  - 칠레의 축구 선수 조니 에레라.
- 1982년
  - 대한민국의 축구 선수 김정우.
  - 대한민국의 야구 선수 장민석.
- 1983년
  - 대한민국의 모델, 배우 장희진.
  - 일본의 배우 마쓰다 류헤이.
  - 일본의 종합격투기 선수 아오키 신야.
- 1984년 - 미국의 야구 선수 체이스 헤들리.
- 1985년 - 이탈리아의 전 축구 선수 루카 로세티니.
- 1986년 - 대한민국의 연극 배우 김찬혁.
- 1987년
  - 대한민국의 성우 김유림.
  - 대한민국의 축구 선수 이상호 (수원 삼성 블루윙즈).
  - 대한민국의 전직 배드민턴 선수 김민서.
  - 프랑스의 축구 선수 케빈 가메이로.
- 1988년
  - 대한민국의 미스코리아 이윤아.
  - 대한민국의 야구 선수 백진우.
  - 일본의 배우 토쿠나가 에리.
  - 우크라이나의 축구 선수 예우헨 셀린.
- 1989년 - 대한민국의 배우 오은별.
- 1990년
  - 대한민국의 가수 김정우.
  - 스페인의 축구 선수 헤니페르 에르모소.
- 1991년
  - 일본의 축구 선수 하라구치 겐키.
  - 대한민국의 미스코리아 출신 아나운서 박아름.
- 1992년 - 대한민국의 축구 선수 구대영.
- 1993년
  - 대한민국의 가수 한동근.
  - 대한민국의 배우 박선호.
  - 대한민국의 농구 선수 문성곤.
  - 일본의 가수, 배우 야마다 료스케 (Hey! Say! JUMP).
  - 대한민국의 가수 치우.
  - 대한민국의 축구 선수 고병욱.
- 1994년 - 대한민국의 배우 여회현.
- 1995년
  - 대한민국의 배드민턴 선수 채유정.
  - 일본의 영화 배우 미조구치 타쿠야.
- 1996년
  - 미국의 배우 노아 센티네오.
  - 대한민국의 스타크래프트 프로게이머 강민수.
- 1997년
  - 대한민국의 가수 이지카이트.
  - 대한민국의 모델 배윤영.
- 1998년
  - 대한민국의 가수 문지원.
  - 대한민국의 축구 선수 이태민.
- 1999년 - 일본의 가수, 배우 오하시 노조미.
- 2000년  - 대한민국의 배우 정인서.
- 2001년 - 대한민국의 축구 선수 유예찬.
- 2002년 - 대한민국의 농구 선수 문지영.
- 2004년 - 대한민국의 야구 선수 김민석.
- 2005년 - 일본의 아이돌 오카무라 호마레.

## 사망
- 1559년 - 조선의 제11대 중종의 제7남이자 제14대 선조의 사친 덕흥대원군. (1530년~)
- 1805년 - 독일의 고전주의 극작가, 시인, 철학자, 역사가 프리드리히 실러. (1759년~)
- 1930년 - 대한민국의 독립운동가 이승훈. (1864년~)
- 1931년 - 폴란드계 미국의 물리학자 앨버트 에이브러햄 마이켈슨. (1852년~)
- 1949년 - 모나코의 왕자 루이 2세. (1870년~)
- 1958년 - 일본의 군인 오이카와 고시로. (1883년~)
- 1978년 - 이탈리아의 정치인, 총리 알도 모로. (1916년~)
- 1986년 - 네팔인 셰르파족 산악인 텐징 노르가이. (1914년~)
- 2009년 - 대한민국의 수필가, 번역가, 영문학자 장영희. (1952년~)
- 2012년 - 영국의 헤어 드레서 비달 사순. (1928년~)
- 2015년 - 터키의 제7대 대통령 케난 에브렌. (1917년~)
- 2017년
  - 중화인민공화국의 정치인 첸치천. (1928년~)
  - 미국의 영화배우 마이클 파크스. (1940년~)
- 2020년
  - 대한민국의 정치인, 법조인 권재진. (1953년~)
  - 미국의 가수 리틀 리처드. (1932년~)
  - 오스트레일리아의 영화배우 아서 디그넘. (1939년~)
- 2021년 - 대한민국의 성우 박상일. (1943년~)
- 2023년 - 멕시코의 축구 선수, 축구 감독 안토니오 카르바할. (1929년~)
- 2024년
  - 미국의 프로듀서, 영화 감독, 영화배우 로저 코먼. (1926년~)
  - 미국의 야구 선수 숀 버로스. (1980년~)
  - 핀란드의 크로스컨트리 스키 선수 토이니 포이스티. (1933년~)
- 2025년
  - 대한민국의 소설가 김영현. (1955년~)
  - 미국의 가수 조니 로드리게스. (1951년~)
  - 대한민국의 방송인 이상용. (1944년~)

## 기념일
- 유럽의 날: 프랑스 외무장관 로베르 슈만이 항구적 평화를 위한 유럽통합선언(슈만선언)을 제안한 날, 유럽연합
- 전승절: 전승절이 토요일이나 일요일이면 다음 월요일이 공휴일이 된다, 러시아
- 부처님 오신 날 - 2030년, 2049년, 2068년

## 같이 보기
- 전날: 5월 8일 다음날: 5월 10일 - 전달: 4월 9일 다음달: 6월 9일
- 음력: 5월 9일
- 모두 보기